# ماياو

صورة من ناسا لماياو.

ماياو هي جزيرة تبلغ مساحتها 8.8 كيلومتر مربع وتبعد 78 كيلومتر جنوب غرب جزيرة موريا.
كما أن جزيرة ماياو هي أصلا جزء من جزر ويندوارد التابعة لبولينيزيا الفرنسية.

## التضاريس
تتكون الجزيرة من جزيرة عالية يبلغ ارتفاع قمتها 154 مترا مع جزيرة أخرى منخفضة تقع في طرف الجزيرة العالية تعرف عامة باسم موتو.
تأوي الجزيرة 299 شخصا كما أشارت إحصاءات أغسطس 2007.